# Historia del petróleo en Bolivia

El Presidente de Bolivia Mariano Melgarejo Valencia (1820-1871), quien gobernó el país de forma dictatorial desde 1864 hasta 1871, se convirtió oficialmente en el primer mandatario boliviano que se interesó por la exploración de petróleo en Bolivia ya desde el, llegando a conceder las primeras extensiones de hectáreas a personas particulares con fines de explotación

La Historia del Petróleo en Bolivia comienza a partir del año 1865 cuando empiezan a aparecer las primeras y pequeñas exploraciones particulares dentro del territorio boliviano durante el gobierno de Mariano Melgarejo (1864-1871).

## Década de 1860
El 27 de agosto de 1859 el pequeño pueblo de nombre Titusville que se encuentra ubicado en el Estado de Pensilvania en los Estados Unidos pasó a la historia de la humanidad por haberse convertido en el lugar donde se encontró el primer gran pozo de petróleo del mundo, el cual ingresó en producción a partir de esa misma fecha histórica dando comienzo de esa manera a la gran industria petrolífera del planeta.

### Primeras concesiones petrolíferas en Bolivia
Seis años después de aquel gran acontecimiento mundial, los archivos históricos de Bolivia lograron registrar que en el año 1865 un ciudadano boliviano de nombre Juan Manuel Velarde se presentó ante las autoridades de aquel entonces para solicitar formalmente al estado boliviano que se le pueda conceder grandes extensiones de hectáreas con el objetivo de poder explorar la probable existencia de petróleo en territorio boliviano. El presidente de Bolivia Mariano Melgarejo (1864-1871) quien gobernaba el país de manera dictatorial durante aquella época, decidió entonces otorgarle grandes extensiones de tierra en la provincia de Tomina y en la provincia de Azero en el departamento de Chuquisaca así como también en la provincia Cordillera en el departamento de Santa Cruz. Aunque cabe mencionar que en la actualidad todavía aún se desconoce si dicho ciudadano logró encontrar petróleo o no, pues nunca más se supo nada más de él.
Solo un par de años después, dos empresarios alemanes de nombre Frank Hoskst y Ed Hansen, que en ese momento residían en Bolivia, decidieron en 1867 solicitar al estado boliviano que igualmente se les pueda conceder tierras para la búsqueda de petróleo. El gobierno de Melgarejo también les otorgó grandes extensiones de hectáreas en la entonces denominada provincia de Salinas (actual provincia de Arce) en el departamento de Tarija.
Estas primeras concesiones que Melgarejo concedió en su época a personas particulares no lograron obtener el resultado esperado, aunque si bien no fueron exitosas, estas marcaron un punto de inicio en la historia petrolífera boliviana ya desde el siglo XIX, al convertirse en los primeros pequeños pasos del país para la exploración de petróleo en Bolivia.

## Década de 1870

Durante su breve gobierno interino de solo apenas seis meses, el Presidente de Bolivia Tomás Frías Ametller (1804-1884) decidió oficialmente por primera vez en la historia declarar al petróleo como propiedad del Estado Boliviano mediante el decreto supremo del 31 de diciembre de 1872.

Después de la estrepitosa caída del poder de Mariano Melgarejo en enero de 1871 y el posterior e inesperado asesinato del presidente Agustín Morales Hernández ocurrido en noviembre de 1872, inmediatamente la asamblea procedió a reúnirse y los asambleístas deciden que el abogado potosino Tomás Frías Ametller de 68 años de edad, sea la persona que asuma la Presidencia de Bolivia de forma interina mientras se convoque a nuevas elecciones presidenciales. Durante su corta gestión de gobierno interino, se llevó a cabo la primera política pública estatal en cuanto a la cuestión del petróleo boliviano que se tiene registrado en los archivos históricos del país.

### Petróleo como propiedad del estado boliviano (1872)
Es de esa manera que el 31 de diciembre de 1872, el presidente interino Frías decide firmar un decreto supremo que declara por primera vez al petróleo como propiedad del estado boliviano emitiendo las primeras disposiciones y regulaciones legales para la exploración y explotación del petróleo en Bolivia. Con esta base legal del decreto de Tomás Frías, se dio la posibilidad de que el estado pudiera de ahora en adelante otorgar por lo menos unas 54 concesiones a privados en los departamentos de La Paz, Tarija, Chuquisaca y Santa Cruz. Aunque cabe aclarar que otra vez estas dichas concesiones tampoco produjeron resultados favorables en la producción de petróleo.
Cabe señalar que en el año 1875, se tiene registrado que una pequeña empresa privada boliviana de nombre "Compañía Corocoro" ingresó a explorar a territorio peruano y estando muy cerca de la Frontera entre Bolivia y Perú empezó a buscar la posible existencia de petróleo por los alrededores del Lago Titicaca que comparten ambos países. La empresa logró perforar un pozo a una profundidad de 182 metros bajo la tierra e inmediatamente brotó a la superficie una erupción de 7000 litros de petróleo durante alrededor de 20 horas. Pero debido a una mala perforación ocasionada por la misma empresa, unas rocas que se encontraban bajo tierra bloquearon de manera accidental la salida del petróleo a la superficie. Al final, los trabajadores decidieron abandonar las labores de búsqueda en aquel lugar del altiplano debido a que lo consideraron en insuficientes cantidades como para explotarlo comercialmente. Sin embargo, este hecho como tal pasaría a la historia petrolífera del país por ser la primera vez que una pequeña empresa privada boliviana intentó ejecutar la explotación de petróleo en territorio extranjero, aunque sin éxito.

## Década de 1880 y 1890
En febrero de 1879, Bolivia entra en una terrible confrontación bélica con Chile que duraría poco más de un año para el país. Una vez finalizada la guerra del Pacífico, Bolivia ingresaría recién en 1880 al sendero de la democracia partidaria pues ese año los conservadores (pertenecientes al Partido Conservador de Bolivia) tomaron el poder y a través de elecciones presidenciales realizadas cada cuatro años comenzarían a gobernar Bolivia de manera estable durante casi 20 años hasta su caída en 1899 cuando fueron finalmente derrocados por los liberales (pertenecientes al Partido Liberal de Bolivia).

### Descubrimiento de los manantiales petrolíferos de Camiri

El presidente de Bolivia Severo Fernández Alonso (1896-1899) envió una comisión investigadora a la región del Chaco al mando de Manuel Cuellar para verificar el avance paraguayo y durante el retornó de dicha comitiva se descubrió accidentalmente los manantiales petrolíferos de Camiri.

Durante esta época de finales del siglo XIX se descubrieron los ricos manantiales petrolíferos de lo que actualmente es la población de Camiri, famosamente conocida como la "Capital Petrolera de Bolivia". Irónicamente, cabe mencionar que el descubrimiento de estas vertientes surgió a raíz de una infidelidad marital de pareja pues en el mes de agosto del año 1896, el ciudadano boliviano José Cuéllar, quien en ese momento vivía en la ciudad de Sucre, llegó a descubrir que su esposa le estaba siendo infiel con un diplomático chileno de apellido Matta y enceguecido por los celos, José Cuellar agarra una pistola y se dirige inmediatamente a la plaza principal de la ciudad y con la intención (según él) de salvar su “honor y dignidad de esposo ultrajado” hirió de muerte a dicho ciudadano chileno con cinco certeros disparos de arma de fuego. Algunas horas después y como resultado de este tan trágico suceso, fallecía la víctima a causa de las graves heridas infligidas lo que conllevó luego a un proceso judicial penal contra José Cuéllar quien para no entrar a la cárcel decide abandonar la ciudad de Sucre y huir de Bolivia con dirección rumbo a la ciudad de Asunción, capital del Paraguay.
Después de haber permanecido ya un buen tiempo en la capital paraguaya, José Cuellar empieza a enviar varias cartas y notas secretas (escritas en idioma quechua) a su hermano Manuel Cuellar que se encontraba en Bolivia, haciéndole conocer que observaba con mucha preocupación el avance de los paraguayos en la zona del Chaco Boreal así como también de las claras intenciones de sus gobernantes para incursionar en dicho territorio que durante esa época se encontraba todavía en disputa diplomática (litigio) entre ambos países de Bolivia y Paraguay. Una vez anoticiado de lo que sucedía en la región del Chaco, Manuel Cuellar se dirige a la ciudad de La Paz para informar en persona al propio Presidente de Bolivia Severo Fernández Alonso (1896-1899) y al Vicepresidente de Bolivia Rafael Peña de Flores. Fernández Alonso sería el último presidente conservador antes del estallido de la Guerra Civil Federal Boliviana en 1899. Es de esa manera que en una reunión de Consejo de Ministros se decide enviar una Comisión Investigadora al Chaco a la cabeza de Manuel Cuellar para que pueda verificar y comprobar el avance paraguayo.
Montados en caballos (único medio de transporte de la época), Manuel Cuellar y toda la comisión gubernamental parten de viaje rumbo a ese lejana y casi inhóspita región. A su retorno a Bolivia, los caballos de la comitiva se habían puesto muy enfermos debido a que durante el largo viaje de cientos de kilómetros estos sufrieron heridas como llagas en las montaduras por efecto de las picaduras de murciélago durante la noches además de aguantar el peso de la carga. Sin embargo, una vez que llegaron a la localidad de Mandayuti (o Manduití) ya muy cerca de lo que hoy actualmente es la ciudad de Camiri, Cuellar vio que los indígenas del lugar manejaban una cierta sustancia desconocida la cual era líquida y aceitosa que durante varios años lo utilizaron para curar a sus animales de carga y sorprendentemente lo hacían también para la iluminación de sus chozas durante la noche. Cuando Manuel Cuellar preguntó a los indígenas acerca del origen de dicha sustancia, ellos lo llevaron al lugar de la fuente de donde lo obtenían y Cuellar descubrió finalmente que lo que brotaba de ahí no era otra cosa más que petróleo.

## Década de 1900
Luego de que los presidentes conservadores permanecieron en el poder durante casi 20 largos años (desde 1880), finalmente los liberales (pertenecientes al Partido Liberal de Bolivia) liderados por José Manuel Pando los derrocarían luego de salir triunfantes de la guerra civil boliviana en abril de 1899. Trasladarían el poder ejecutivo y legislativo de la ciudad de Sucre a la ciudad de La Paz, la cual desde esa época es actualmente la sede de gobierno de Bolivia. Los liberales se quedarían en el poder por otros 20 largos años más hasta su caída mediante otro golpe de Estado llevado a cabo en 1920, esta vez por los republicanos (pertenecientes al Partido Republicano de Bolivia) encabezados por su líder Bautista Saavedra.
La década estaría marcada por diferentes rumores y especulaciones de los supuestos lugares del país en donde existiría la probabilidad de hallar petróleo, lo cual daría lugar a su vez a la aparición de los primeros pioneros bolivianos del petróleo que empezarían a fundar los primeros sindicatos petroleros de Bolivia con la intención de explorar los posibles lugares y reservorios en donde se encontraría el oro negro. A su vez, cabe mencionar que esta Década de 1900 se convertiría también en la década en donde el estado boliviano otorgaría grandes y enormes concesiones de hectáreas a particulares sin límite alguno para la exploración y explotación de petróleo.

### Primeros pioneros del petróleo boliviano
Después de descubrir los primeros manantiales petrolíferos cerca de Camiri, Manuel Cuellar junto a su socio Ernesto Reyes Molina procedieron a solicitar al gobierno boliviano una pequeña concesión que finalmente se les fue otorgada en 1898. Seguidamente, ambos empezaron a transportar dicho querosén en mulas de carga desde aquel lejano lugar hasta la ciudad de Sucre en donde lo vendían a personas particulares para que lo utilizaran en el alumbrado público de la urbe durante la noche.

### Sindicatos petroleros

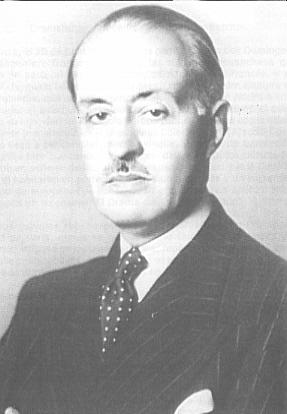
Adolfo Costa du Rels

Un par de años después, en 1901 Cuellar funda el "Sindicato de Petróleo de Sucre" (que posteriormente se convertiría en "Incahuasi Petroleum Sindicate"). Solo tres años después, en 1904 personajes como Alfredo Herrera, Carlos Calvo, Genaro Reyes, Mamerto Urriolagoitia, Pedro Gutiérrez, Julio Calvo entre otros, compraron las acciones de dicho emprendimiento a un costo de 10 000 bolivianos cada acción. Los miembros del Sindicato Petrolero de Sucre viajaron hasta la ciudad de La Paz para pedir al gobierno del presidente José Manuel Pando (1899-1904) que se les pueda conceder una extensión de por lo menos 18 000 hectáreas de superficie para realizar exploraciones.
A su vez algunos en la ciudad de Santa Cruz de la Sierra, entre ellos Ángel Sandoval, Aquiles Jordan, Adolfo Gandarillas e Iván Poppe decidieron imitar también la iniciativa en Sucre fundando el "Sindicato de Petróleo del Norte". Ellos viajaron también hasta la ciudad de La Paz para pedir una concesión pero de unas 550 000 hectáreas en la provincias de Cordillera y en la provincia de Vallegrande. Así mismo en la ciudad de Tarija se dio también una iniciativa similar en donde José María Escalier, Hugo D’Arlach, José F. Montellano y otros pidieron en La Paz una concesión de 120 000 hectáreas.
En 1907 Luis Lavadenz que durante esa época era el secretario general del Sindicato Petrolero de Sucre descubre petróleo en la localidad de Saipurú, en el departamento de Santa Cruz, y para verificar si efectivamente se trataba del oro negro, Lavadenz recoge el líquido y manda las muestras a un laboratorio en Argentina donde los resultados finales del estudio le confirman que evidentemente había hallado petróleo. Rápidamente empieza a buscar a los empresarios bolivianos del sector privado para que puedan invertir en lo que sería (según él) el "primer proyecto de explotación petrolífera comercial del país" pero sin embargo no pudo lograr convencer a los capitalistas bolivianos que en un principio no tuvieron mucho interés en el petróleo boliviano.

## Década de 1910

### Perforación del primer pozo en Bolivia (1911)

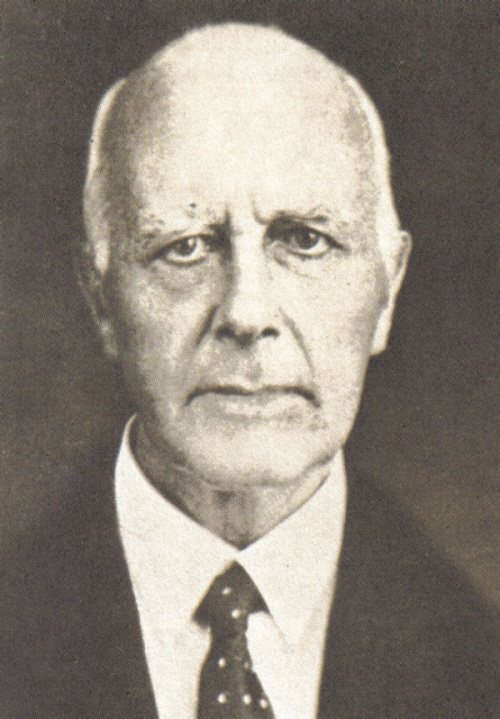
El gran empresario multimillonario y magnate estadounidense Percival Farquhar (1865-1953) pasaría a la Historia de Bolivia por ser el primer gran inversionista a nivel mundial que decidió llegar al territorio boliviano en el año 1911 en búsqueda de encontrar petróleo en grandes cantidades para poder comercializarlo pues logró "perforar el primer pozo del país", aunque no tuvo éxito.

Al no poder encontrar el interés de los inversionistas bolivianos, Luis Lavadenz decide entonces viajar hasta Europa en busca de capitales privados y una vez estando en el Viejo Continente se encuentra con el millonario estadounidense Percival Farquhar al cual lo logra convencer de invertir en la exploración de petróleo en Bolivia.
Es de esa manera que una vez consultado con sus técnicos británicos, Farquhar determina finalmente invertir en Bolivia para constatar si la riqueza petrolera boliviana era una realidad. Trayendo sus propios recursos económicos, dispone la creación en el país de su propia empresa privada con el nombre de “Thompson and Heriter” (una filial en Bolivia). Luego con todos sus instrumentos de perforación, se dirige a un lugar denominado como Cuevo ubicado en la provincia Cordillera en el departamento de Santa Cruz y una vez estando ahí su empresa comienza a realizar la perforación del "primer pozo petrolífero a escala comercial" de la historia boliviana. Después de haber llegado ya a unos 134 metros de profundidad bajo la tierra, se logra encontrar petróleo pero no en grandes cantidades como esperaba el estadounidense. Se toma entonces la decisión de realizar un segundo intento, pero esta vez unos cuantos kilómetros más lejos de la primera búsqueda en un lugar denominado como Charagua ubicada también en la provincia Cordillera. Después de haber perforado ya unos 54 metros sin poder encontrar nada, finalmente se llega a la conclusión de que ya no se podrá hallar más petróleo lo que trajo como consecuencia la quiebra del empresario Farquhar en Bolivia quien a los pocos meses de empezar con el emprendimiento hidrocarburífero al final se retira del país con grandes pérdidas económicas.

### Inversores chilenos y el interés de la gran petrolera Royal Dutch Shell
Sin embargo Luis Lavadenz no se da por vencido y un par de años después logra convencer en 1913 a unos capitalistas chilenos para que puedan invertir en la exploración petrolera en Bolivia los cuales finalmente deciden hacerlo. Los chilenos crean la empresa "Compañía Petrolífera Caupolicán y Calacoto" y a partir del año 1916 (otras versiones señalan a partir de 1920) comienzan a buscar petróleo cerca de la frontera entre Bolivia y Chile a lo largo del ferrocarril que une Arica con La Paz perforando un pozo por los alrededores de la "estación ferrocarrilera General Pérez" ubicada en la provincia de Pacajes en el departamento de La Paz sin embargo tampoco tuvieron éxito.
Buscando más inversión privada para el país, Luis Lavadenz viaja nuevamente a Europa y una vez ahí logra contactarse con el británico Henri Deterding (1866-1939) quien durante ese momento era el presidente de la inglesa Royal Dutch Shell una de las más grandes empresas petroleras del mundo de la época. Deterding se interesa por el petróleo y acepta invertir en Bolivia pero antes de llegar al país, le pide un año de tiempo a Luis Lavadenz para poder alistarse y reunir todas las condiciones necesarias, sin embargo debido al estallido ya de la Primera Guerra Mundial (1914-1918) en todo el continente europeo, finalmente no logra arribar a Bolivia

### Ley petrolífera de 1916 y fin a las"concesiones africanas"
Hasta este punto había ya transcurrido 50 largos años (medio siglo) desde que el gobierno del presidente Mariano Melgarejo (1864-1871) empezara a otorgar las primeras pequeñas concesiones a personas particulares pues con el pasar de los años y las décadas, muchos ciudadanos bolivianos (que solamente velaban sus propios intereses personales) amparados en la antigua "Ley de Minas" de ese entonces, habían logrado conseguir que el estado boliviano les otorgue grandes concesiones de hectáreas pero a perpetuidad (sin ningún límite de tiempo). Algunos historiados bolivianos han calificado a la década de 1910 como la "Década de las Concesiones Africanas" pues en Bolivia estaba empezado a suceder lo mismo que en ese momento ya sucedía en la entonces África Colonial ya que durante esta época (principios del siglo XX) era suficiente que cualquier persona tuviera en su poder un simple papel sellado (que costaba solamente apenas Bs. 20 Bolivianos) para poder adquirir los derechos de exploración y explotación sobre una inmensa superficie de 100 000 hectáreas de terrenos petrolíferos. Al final no resultaba nada novedoso que sucediera estas irregularidades durante los primeros años de la industria petrolera en Bolivia pues el nivel de institucionalidad que tenía la entonces joven república boliviana solo demostraba que durante ese momento el país todavía no estaba preparado para ingresar en este tipo de industria del petróleo.
Pero sería recién a partir del segundo gobierno del presidente Ismael Montes (1913-1917) cuando finalmente se decide detener la descontrolada adjudicación indiscriminada de áreas de interés petrolero del país a personas particulares siendo de esta manera que el congreso boliviano (actualmente denominado como Asamblea Legislativa Plurinacional) aprueba la "Ley del 12 de diciembre de 1916" en donde esta vez Bolivia comienza por primera vez a establecer un verdadero marco regulatorio para las actividades hidrocarburíferas. A pesar de que dicha ley fue solamente una norma de corta redacción, sin embargo ésta dispone de aspectos centrales respecto a la adjudicación de áreas y la normativa tributaria aplicada, estableciendo una regalía del 10% sobre la producción bruta

## Década de 1920
Sin duda alguna cabe destacar que la década de 1920 fue finalmente el gran punto inicial del comienzo de la era petrolífera en Bolivia pues de producir solamente de manera limitada, pequeña y artesanal de uso doméstico pasando a producir petróleo en grandes cantidades de barriles por día ya para uso industrial, insertando a Bolivia dentro del reducido y selecto grupo de países productores de petróleo a nivel mundial.

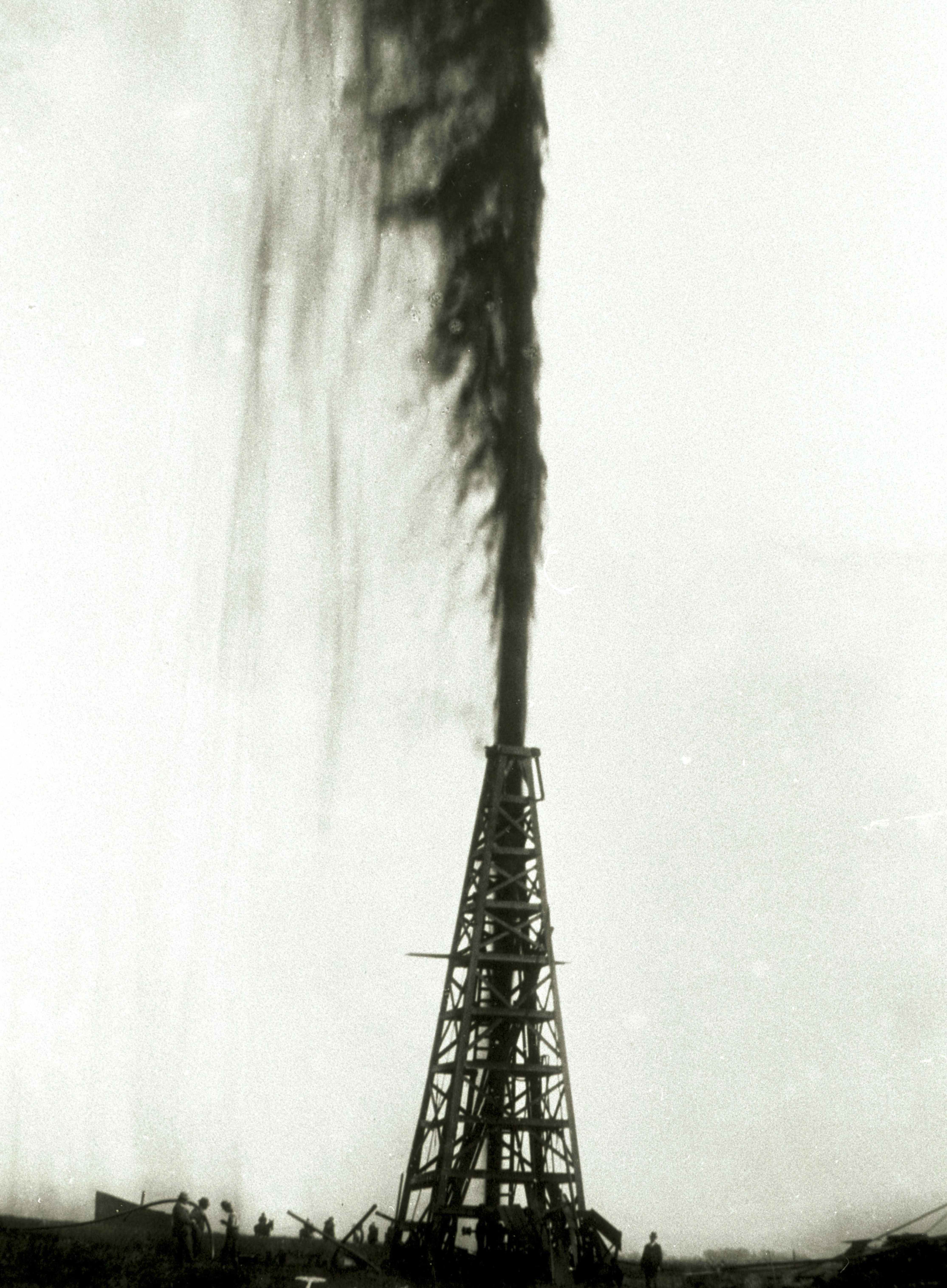
Bolivia se convierte en la década de 1920 en un país petrolero cuando se perfora con éxito el primer pozo Bermejo 2 a escala comercial.

### Ley petrolífera de 1920 y el "levantamiento de la reserva fiscal"
Durante los últimos meses del gobierno liberal del presidente José Gutiérrez Guerra (1917-1920), el cual sería derrocado del poder en julio de 1920 mediante un golpe de Estado encabezado por los republicanos, cabe mencionar que el entonces congreso boliviano (actualmente denominado como Asamblea Legislativa Plurinacional) se encontraba de salida pues había cumplido ya su periodo legislativo y estaba a punto de terminar sus funciones, sin embargo durante ese ínterin, los legisladores bolivianos de esa época decidieron aprobar una polémica ley de corta redacción que levantaba la reserva fiscal en cuanto a concesiones se refiere y la cual señalaba lo siguiente:

"Artículo 1 : Se autoriza al Poder Ejecutivo para contratar la explotación de petróleo u otras sustancias minerales de reserva fiscal, en las zonas y extensiones que juzgue conveniente, mediante arrendamiento temporal, que no pase de 66 años, u otra forma cualquiera, con participación del Estado en el producto bruto, fijándose como mínimo de esta participación el doce y medio por ciento (12 1/2%). Queda igualmente autorizado, para proceder a la explotación por administración directa, contrayendo un empréstito hasta la cantidad que requiera el negocio, con garantía de los mismos terrenos petrolíferos y de las maquinarias que fuere necesario adquirir."

"Artículo 2°.- El veinte por ciento (20 %) del rendimiento líquido del petróleo será para el Tesoro Departamental de la jurisdicción en que se hagan las explotaciones."
Ley del 24 de febrero de 1920.